# Émancé
Émancé est une commune française située dans le département des Yvelines en région Île-de-France.

## Géographie

### Localisation
Le village est situé à 13 km au sud-ouest de Rambouillet et à 4 km à l'est d'Épernon.

### Hydrographie
La commune est traversée par la Drouette, affluent de la rive droite de l'Eure.

### Communes limitrophes
La commune est limitrophe du département d'Eure-et-Loir, région Centre-Val de Loire (communes d'Écrosnes, de Droue-sur-Drouette et d'Épernon).
|                                                          | Saint-Hilarion          | Gazeran |
| Droue-sur-Drouette (Eure-et-Loir) Épernon (Eure-et-Loir) | Émancé                  |         |
|                                                          | Écrosnes (Eure-et-Loir) | Orphin  |

### Climat
Pour des articles plus généraux, voir Climat de l'Île-de-France et Climat des Yvelines.
En 2010, le climat de la commune est de type climat océanique dégradé des plaines du Centre et du Nord, selon une étude du CNRS s'appuyant sur une série de données couvrant la période 1971-2000. En 2020, Météo-France publie une typologie des climats de la France métropolitaine dans laquelle la commune est exposée à un climat océanique altéré et est dans la région climatique  Sud-ouest du bassin Parisien, caractérisée par une faible pluviométrie, notamment au printemps (120 à 150 mm) et un hiver froid (3,5 °C). 
Pour la période 1971-2000, la température annuelle moyenne est de 10,4 °C, avec une amplitude thermique annuelle de 14,9 °C. Le cumul annuel moyen de précipitations est de 641 mm, avec 11 jours de précipitations en janvier et 7,9 jours en juillet. Pour la période 1991-2020, la température moyenne annuelle observée sur la station météorologique la plus proche, située sur la commune de Houx à 9 km à vol d'oiseau, est de 11,2 °C et le cumul annuel moyen de précipitations est de 622,1 mm,. Pour l'avenir, les paramètres climatiques de la commune estimés pour 2050 selon différents scénarios d'émission de gaz à effet de serre sont consultables sur un site dédié publié par Météo-France en novembre 2022.

## Urbanisme

### Typologie
Au 1er janvier 2024, Émancé est catégorisée commune rurale à habitat dispersé, selon la nouvelle grille communale de densité à sept niveaux définie par l'Insee en 2022.
Elle appartient à l'unité urbaine d'Épernon, une agglomération inter-régionale regroupant six  communes, dont elle est une commune de la banlieue,,. Par ailleurs la commune fait partie de l'aire d'attraction de Paris, dont elle est une commune de la couronne,. Cette aire regroupe 1 929 communes,.

### Lieux-dits et écarts
La commune compte un certain nombre de lieux-dits administratifs répertoriés consultables ici dont Chaleine, Sauvage, Montlieu, le Petit Bel Air et le Grand Bel Air.

### Occupation des solssimplifiée
Le territoire de la commune se compose en 2017 de 92,12 % d'espaces agricoles, forestiers et naturels, 3,87 % d'espaces ouverts artificialisés et 4,01 % d'espaces construits artificialisés.

### Occupation des sols détaillée
Le tableau ci-dessous présente l'occupation des sols de la commune en 2018, telle qu'elle ressort de la base de données européenne d’occupation biophysique des sols Corine Land Cover (CLC).
| Type d’occupation                                                                   | Pourcentage | Superficie (en hectares) |
| ----------------------------------------------------------------------------------- | ----------- | ------------------------ |
| Tissu urbain discontinu                                                             | 5,1 %       | 62                       |
| Terres arables hors périmètres d'irrigation                                         | 40,6 %      | 494                      |
| Prairies et autres surfaces toujours en herbe                                       | 3,9 %       | 48                       |
| Surfaces essentiellement agricoles interrompues par des espaces naturels importants | 2,9 %       | 35                       |
| Forêts de feuillus                                                                  | 47,5 %      | 578                      |
| Source : Corine Land Cover                                                          |             |                          |

### Transports et voies de communications
La gare la plus proche se trouve à quelques kilomètres, dans la ville d'Épernon.
La commune est desservie par la ligne 30 du réseau de bus Centre et Sud Yvelines.

## Toponymie
Le nom de la localité est attesté sous les formes Amanciacum, Amenceyum, Amenseyum, Emenseium, Vallis Amence, Amancei, Amanci au XIIIe siècle.

## Politique et administration

### Liste des maires
| Période                                  | Période  | Identité           | Étiquette | Qualité |
| ---------------------------------------- | -------- | ------------------ | --------- | ------- |
| Les données manquantes sont à compléter. |          |                    |           |         |
| 2014                                     | 2020     | Christine David    |           |         |
| 2020                                     | En cours | Stéphanie Briolant |           |         |

## Population et société

### Démographie

#### Évolution démographique
L'évolution du nombre d'habitants est connue à travers les recensements de la population effectués dans la commune depuis 1793. Pour les communes de moins de 10 000 habitants, une enquête de recensement portant sur toute la population est réalisée tous les cinq ans, les populations de référence des années intermédiaires étant quant à elles estimées par interpolation ou extrapolation. Pour la commune, le premier recensement exhaustif entrant dans le cadre du nouveau dispositif a été réalisé en 2008.

En 2022, la commune comptait 882 habitants, en évolution de +0,34 % par rapport à 2016 (Yvelines : +2,72 %, France hors Mayotte : +2,11 %).
| 1793 | 1800 | 1806 | 1821 | 1831 | 1836 | 1841 | 1846 | 1851 |
| ---- | ---- | ---- | ---- | ---- | ---- | ---- | ---- | ---- |
| 320  | 319  | 359  | 362  | 385  | 400  | 336  | 418  | 396  |

| 1856 | 1861 | 1866 | 1872 | 1876 | 1881 | 1886 | 1891 | 1896 |
| ---- | ---- | ---- | ---- | ---- | ---- | ---- | ---- | ---- |
| 413  | 432  | 407  | 396  | 428  | 450  | 429  | 501  | 551  |

| 1901 | 1906 | 1911 | 1921 | 1926 | 1931 | 1936 | 1946 | 1954 |
| ---- | ---- | ---- | ---- | ---- | ---- | ---- | ---- | ---- |
| 546  | 522  | 508  | 356  | 339  | 347  | 310  | 295  | 340  |

| 1962 | 1968 | 1975 | 1982 | 1990 | 1999 | 2006 | 2008 | 2013 |
| ---- | ---- | ---- | ---- | ---- | ---- | ---- | ---- | ---- |
| 264  | 515  | 560  | 556  | 667  | 738  | 791  | 799  | 878  |

| 2018 | 2022 | - | - | - | - | - | - | - |
| ---- | ---- | - | - | - | - | - | - | - |
| 880  | 882  | - | - | - | - | - | - | - |

#### Pyramide des âges
En 2018, le taux de personnes d'un âge inférieur à 30 ans s'élève à 33,3 %, soit en dessous de la moyenne départementale (38 %). À l'inverse, le taux de personnes d'âge supérieur à 60 ans est de 23,3 % la même année, alors qu'il est de 21,7 % au niveau départemental.
En 2018, la commune comptait 433 hommes pour 447 femmes, soit un taux de 50,80 % de femmes, légèrement inférieur au taux départemental (51,32 %).
Les pyramides des âges de la commune et du département s'établissent comme suit.
| Hommes | Classe d’âge | Femmes |
| ------ | ------------ | ------ |
| 0,0    | 90 ou +      | 0,7    |
| 6,2    | 75-89 ans    | 6,3    |
| 16,9   | 60-74 ans    | 16,6   |
| 23,1   | 45-59 ans    | 25,3   |
| 20,3   | 30-44 ans    | 18,1   |
| 13,6   | 15-29 ans    | 13,4   |
| 19,9   | 0-14 ans     | 19,7   |

| Hommes | Classe d’âge | Femmes |
| ------ | ------------ | ------ |
| 0,6    | 90 ou +      | 1,4    |
| 6      | 75-89 ans    | 7,8    |
| 13,5   | 60-74 ans    | 14,8   |
| 20,7   | 45-59 ans    | 20,1   |
| 19,6   | 30-44 ans    | 19,9   |
| 18,5   | 15-29 ans    | 16,8   |
| 21,2   | 0-14 ans     | 19,2   |

### Enseignement
- Écoles maternelle et primaire d'Émancé.

## Culture locale et patrimoine

### Lieux et monuments

#### Église Saint-Rémi-et-Sainte-Radegonde
L'église Saint-Rémi-et-Sainte-Radegonde est ornée de cinq vitraux réalisés en 1880 et 1889 par les ateliers Lorin de Chartres, répertoriés dans l'Inventaire général du patrimoine culturel, dont la verrière axiale représentant l'Immaculée Conception, d'après le tableau de Murillo (baies de 0 à 4),, ;

#### Ferme de la Malmaison
« Au bois de ma terre de la Malmaison, commune de Mancé, près d'Épernon, Je veux que mon corps soit placé sans aucune cérémonie, dans le premier taillis fourré qui se trouve à droite dans ledit bois, en y entrant du côté de l'ancien château par la grande allée qui le partage… »

— Marquis de Sade

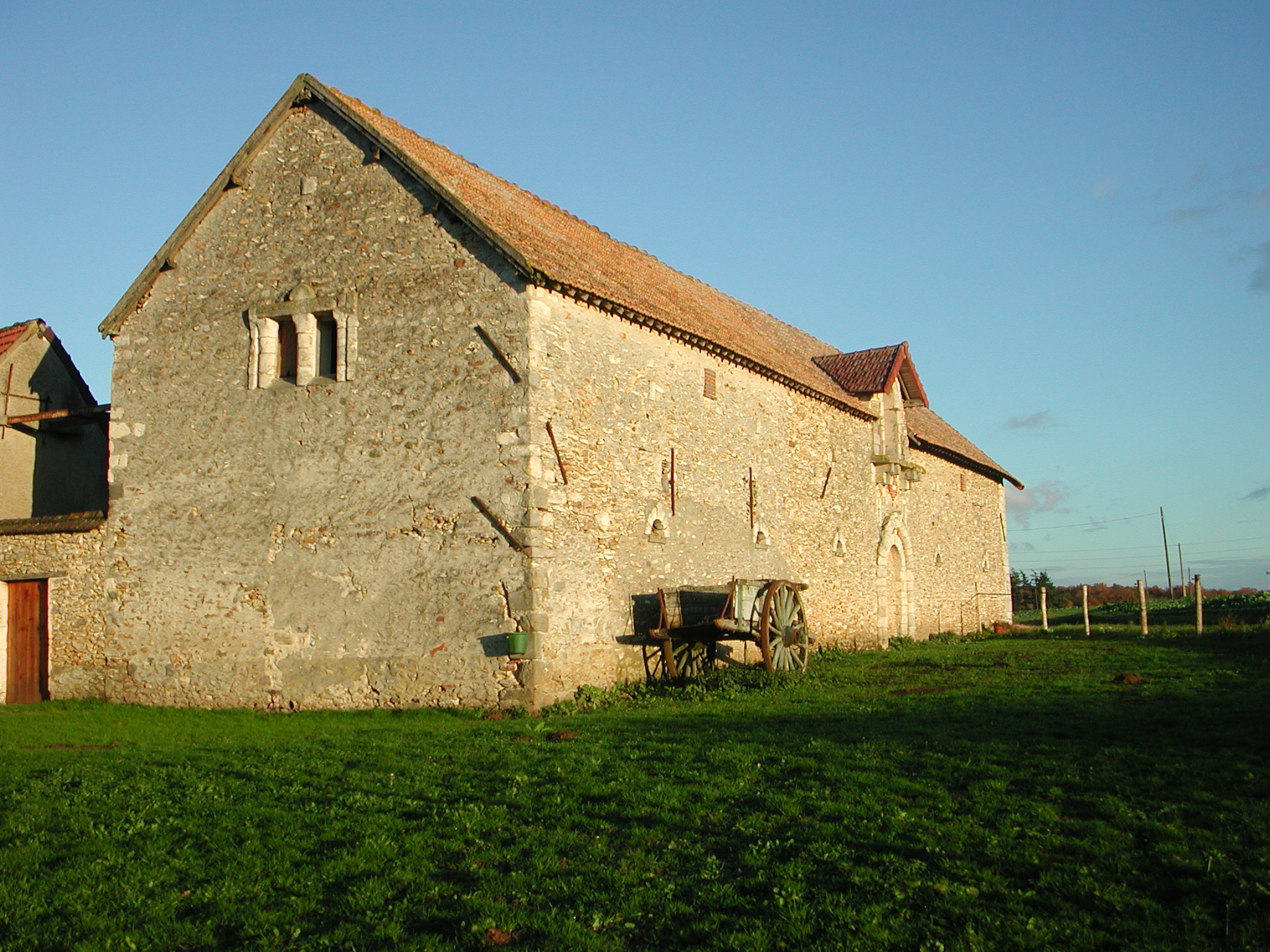
la grange de la ferme de la Malmaison montre de nombreux remplois d'encadrement d'ouvertures médiévales.

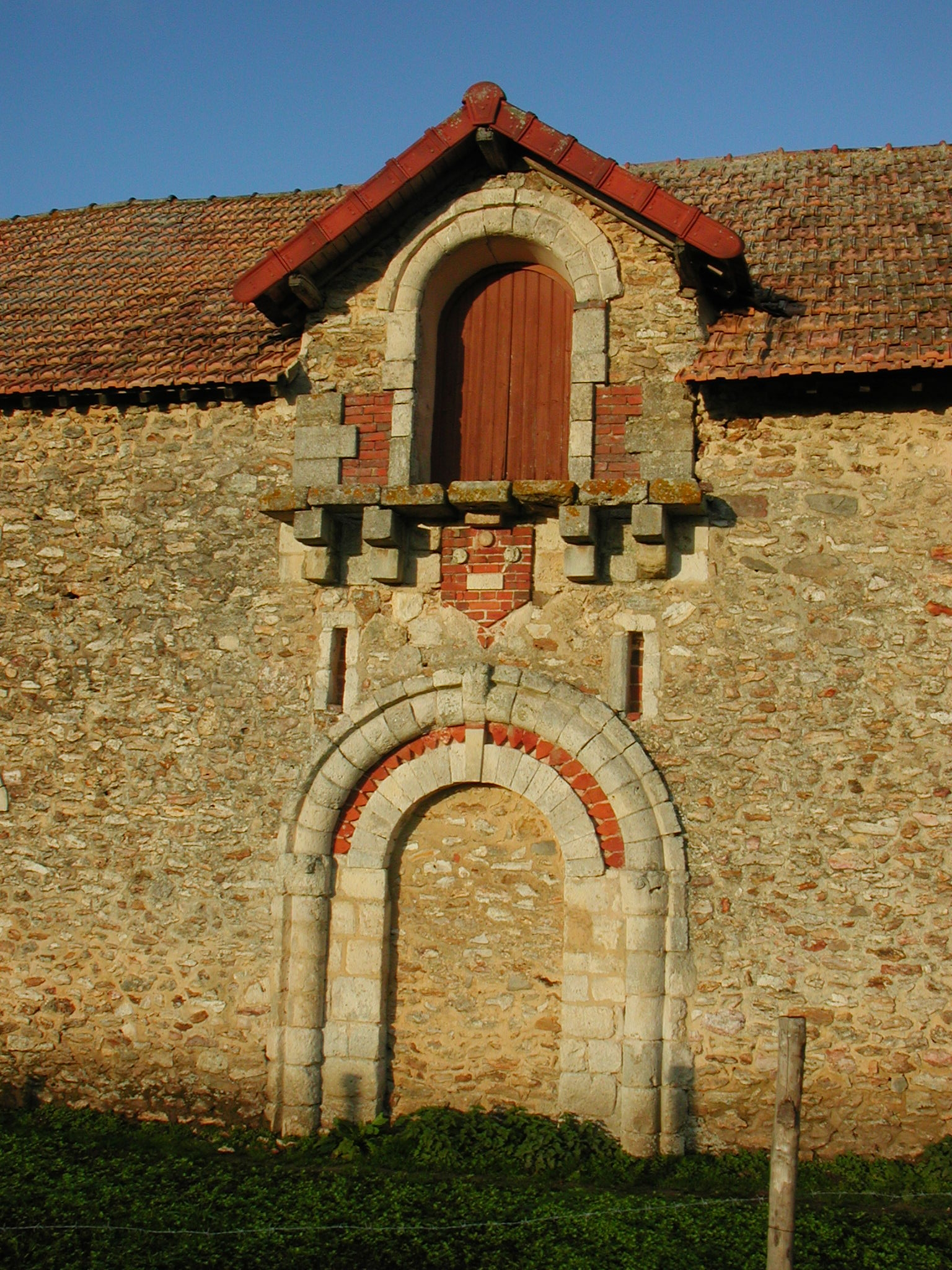
Détail des encadrements anciens.

Telles étaient les dernières volontés du marquis de Sade qui ne furent pas respectées.
Le 2 novembre 1789, la confiscation des biens du clergé est décidée. Ils vont constituer les Biens nationaux, vendus aux enchères car la faillite financière de l’État en 1788, n'est pas résolue. La Malmaison appartenant au chapitre de Chartres devrait donc être vendue à cette époque or, dans l'un des nombreux documents relatant l'histoire locale, il est écrit Le chapitre de Chartres vend le domaine de la Malmaison à la chute de Robespierre, c'est-à-dire en juillet 1794. C'est possible, à partir du 30 mars 1792, la notion de Bien national est élargie à ceux des émigrés et des suspects. Ceux des émigrés sont confisqués puis vendus à partir du 27 juillet. Ceux des suspects sont mis sous séquestre. C'est le cas du marquis. Il a pourtant fréquenté la même section que Robespierre mais il n'a trompé personne et ses biens en Provence sont mis sous séquestre : il est sans ressource et très endetté.
Sous le Directoire, après la levée du séquestre par la circulaire du 30 pluviôse an IV (19 février 1796), le marquis de Sade vend le château de Lacoste (vandalisé) et quelques autres de ses biens en Provence. Pour 73 000 francs il achète deux propriétés : la Malmaison et Grandvilliers (commune d’Éole-en-Beauce). Au total ces 150 ha de terres affermées lui assurent un revenu constant. Il n’a donc jamais vécu à la Malmaison mais en connaissait bien le fermier qu’il cite dans son testament.

### Galerie

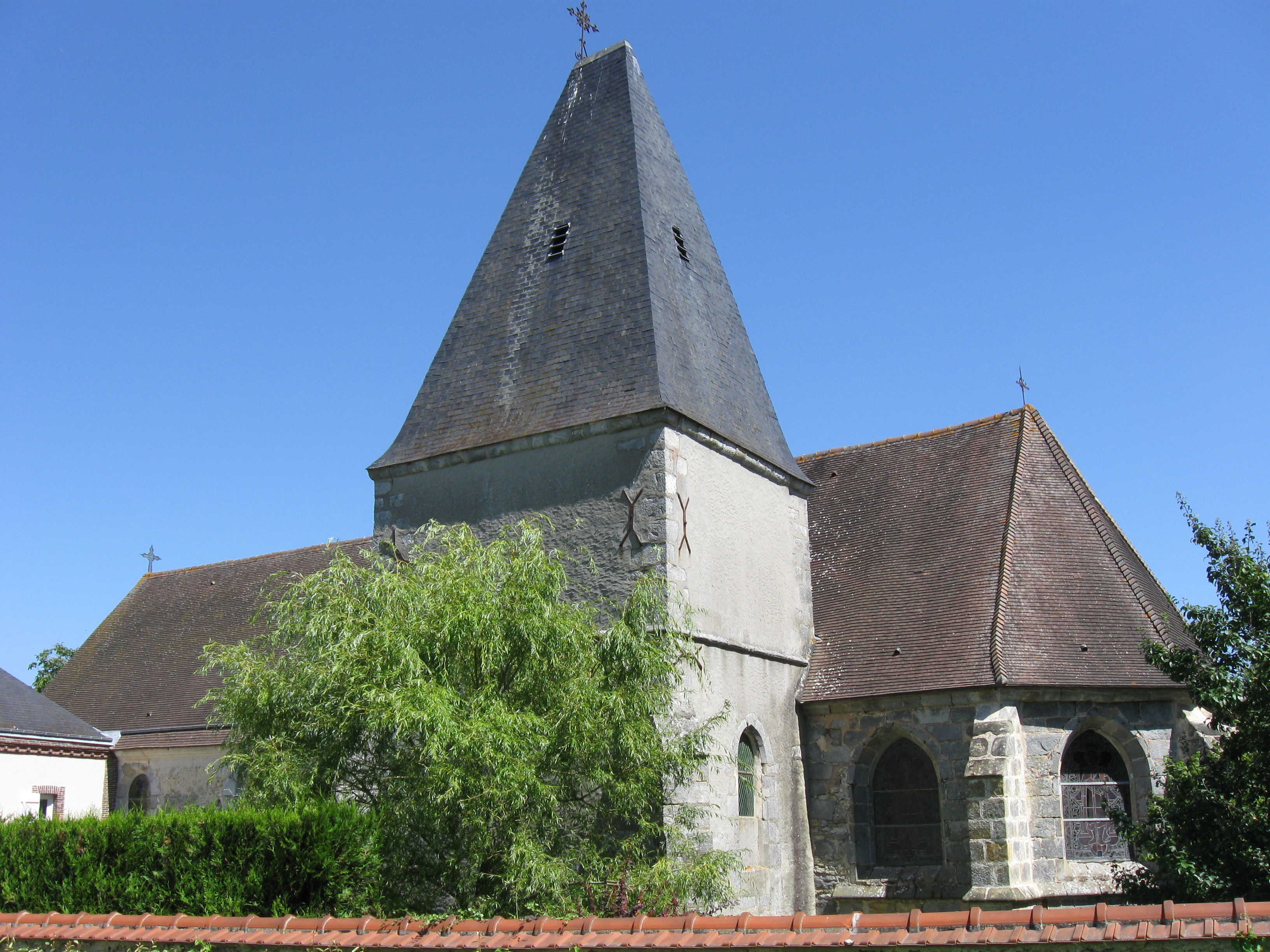
Église Saint-Rémi-et-Sainte-Radegonde.
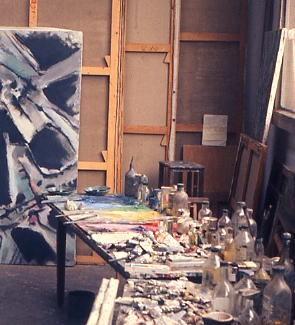
Atelier d'Alfred Manessier, 1969.

### Personnalités liées à la commune
- Alfred Manessier (1911-1993), peintre non figuratif et créateur de vitraux y acheta une maison en 1956 et s'y fixa définitivement en 1973[29].
- Gérard Rinaldi (1943-2012), acteur, chanteur, parolier, musicien et adaptateur français. Il était connu de façon notoire comme membre des Charlots.[réf. souhaitée]